# Trastorno de pánico
El trastorno de pánico es un trastorno de ansiedad en el que la persona afectada sufre repetidos ataques súbitos de terror en ausencia de estímulos externos que puedan desencadenarlos. Los episodios frecuentes de terror acompañados de un fuerte estado de ansiedad se denominan ataques de pánico o, en algunos casos, ataques de ansiedad o crisis de ansiedad.
Según el NIMH, el trastorno de pánico es un trastorno de ansiedad que se caracteriza por episodios inesperados y repetidos de intenso miedo acompañados por síntomas físicos que pueden incluir dolor en el pecho, palpitaciones aceleradas del corazón, falta de aire, mareos, angustia o molestia abdominal.
En el trastorno de pánico, los episodios sucesivos de terror aparecen acompañados de cambios significativos en el comportamiento del individuo y de una preocupación continua por que se produzcan nuevos ataques de pánico. Se pueden producir cambios en la vida del individuo que pueden conllevar a evitar las situaciones o lugares temidos, a huir de los estímulos fóbicos, a apoyarse excesivamente en personas o en sustancias y a intentar controlar a toda costa las reacciones temidas.
Si se producen cambios importantes de dependencia imperativa de personas y de lugares para que el afectado pueda sentirse seguro el trastorno desemboca en agorafobia.

## Trastorno de pánico,ansiedadyataques de pánico
Aunque los ataques de pánico se presentan habitualmente en todos los tipos de trastornos de ansiedad, existe una diferencia entre la ansiedad y el pánico, que radica en la duración e intensidad de los síntomas. Los ataques de pánico son episodios de miedo intenso que duran poco tiempo; la ansiedad sobreviene de manera más gradual, menos intensa y extiende su duración en el tiempo.
En el Trastorno de Ansiedad Generalizada (TAG) el síntoma fundamental de ansiedad es persistente en el tiempo (dura más de 6 meses) y generalizado sobre una amplia gama de acontecimientos o actividades vitales. La ansiedad no está restringida a una situación en particular, como en las fobias, ni se presenta exclusivamente en forma de crisis, como en el caso de las crisis de pánico. El estado de ansiedad es casi permanente, oscila durante el transcurso del día y afecta a la calidad del sueño.
Por su parte, el trastorno de pánico es un trastorno de ansiedad que desemboca en crisis concretas o repentinos sentimientos de terror sin motivo aparente.

## Síntomas del trastorno de pánico: DSM-IV
El trastorno de pánico con (o sin) agorafobia se valora según los criterios diagnósticos del DSM-IV (cuarta edición del Manual diagnóstico y estadístico de los trastornos mentales de la Asociación Psiquiátrica Estadounidense) de la forma siguiente:
A. Cumplimiento de los requisitos (1) y (2):
1. Ataques de pánico periódicos e inesperados.
2. Al menos uno de los ataques ha sido seguido durante 1 mes o más de al menos uno de los siguientes aspectos:

- Persistente preocupación por tener nuevos ataques.

- Preocupación por las implicaciones del ataque o por sus consecuencias (por ejemplo: perder el control, sufrir un ataque cardíaco, "volverse loco", etc.).

- Cambio significativo en el comportamiento en relación con los ataques.

B. La presencia (o ausencia) de agorafobia.
C. Los ataques de pánico no se atribuyen a efectos fisiológicos directos producidos por una sustancia (por ejemplo: consumo de drogas o medicamentos) o a un cuadro médico concreto (por ejemplo, hipertiroidismo).
D. Los ataques de pánico no se encuadran mejor dentro de otros trastornos como la fobia social (exposición a situaciones sociales temidas), fobias específicas (exposición a una determinada situación fóbica), trastornos obsesivo-compulsivos (por ejemplo: con la exposición a la suciedad de alguien obsesionado con la limpieza o la salud), trastornos de estrés postraumático (por ejemplo: en respuesta a estímulos asociados con un grave estrés) o trastornos de ansiedad por separación (por ejemplo: en respuesta a encontrarse fuera del hogar).

### Síntomas del ataque de pánico

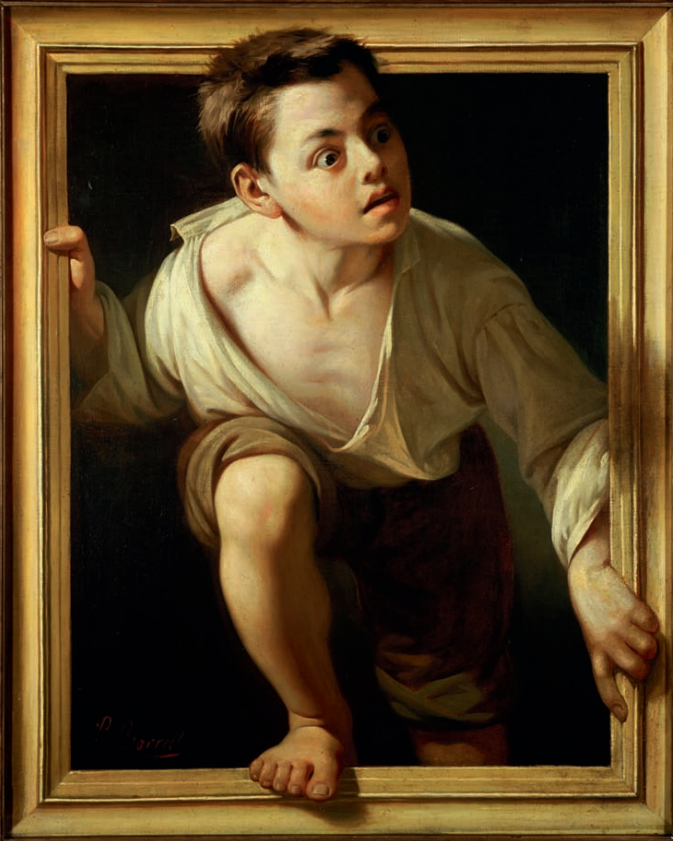
El pánico y la necesidad de escapar de la situación.

Según el NIMH, las personas con trastorno de pánico tienen sentimientos de terror que aparecen de repente y repetidamente sin previo aviso. Durante el ataque de pánico, es probable que se sienta opresión en el corazón y que el afectado se sienta sudoroso, débil o mareado. En las manos se pueden sentir hormigueos y quizás frío. Se puede tener náuseas, dolor en el pecho o sensaciones de asfixia, sensación de irrealidad o miedo a la inminente pérdida de control.
La persona que sufre episodios de pánico se siente súbitamente aterrorizada sin razón alguna; durante el ataque de pánico se producen síntomas físicos intensos, como taquicardia, dificultad para respirar, hiperventilación pulmonar, temblores o mareos. Los ataques de pánico pueden ocurrir en cualquier momento o lugar sin previo aviso. A menudo el individuo siente durante la crisis que está en peligro de muerte inminente y tiene una necesidad imperativa de escapar de un lugar o de una situación temida.

## Duración y frecuencia
La aparición del trastorno puede desencadenar ataques de pánico con frecuencias muy variables. Los episodios de terror pueden ser diarios, semanales, etc. Cuando se producen, los episodios individuales de pánico 
suelen durar varios minutos. Generalmente estos episodios individuales presentan parecida duración para un mismo individuo en cada repetición.
La reaparición del trastorno viene condicionada con frecuencia por períodos estacionales o situaciones vitales recurrentes (exámenes, viajes, períodos laborales, etc.).

## Orígenes. Comienzo del trastorno de pánico y duración de la enfermedad
Las causas exactas del trastorno de pánico se desconocen. No se contemplan fenómenos determinantes en su aparición. Los factores genéticos y los mecanismos de herencia pueden desempeñar un papel esencial en su desarrollo así como las vulnerabilidades psíquicas del individuo.
Algunos autores sostienen la influencia de largos períodos de estrés en su aparición como los ocurridos cuando una persona se encuentra bajo una enorme presión psicológica y emocional; por ejemplo tras la muerte de un familiar o ser querido, después de tener un niño, cambios laborales, vitales o familiares, etc.
Algunos investigadores tienen la teoría de que hay acontecimientos que cambian la vida en general o que existen períodos de estrés que causan ataques de pánico. Hay estudios que han demostrado un número significativo de personas con trastorno de pánico con experiencias traumáticas en la infancia, como la muerte de un padre. Otras investigaciones sugieren que no se trata sólo del entorno, sino que existen causas genéticas. Por ejemplo, existen estudios que han encontrado que los gemelos idénticos tienen altas probabilidades de compartir el trastorno. Sin embargo, existen otros datos que contradicen esta teoría.
Las mismas zonas del cerebro activas durante la respuesta de temor se activan durante los ataques de pánico. Los investigadores esperan encontrar alguna explicación también en las funciones neurológicas tras los ataques de pánico y de miedo. Algunos creen que cuando este sistema de temor en el cerebro está sensibilizado en exceso —cuando se le llama a la acción demasiado intensamente o demasiado a menudo— se vuelve excesivamente sensible y pequeños estímulos pueden ponerlo en acción. Otros consideran que cuando se está cansado, el cerebro produce lactato de sodio o dióxido de carbono. Cuando aumentan los niveles de lactato de sodio o de dióxido de carbono, el cerebro cree erróneamente que se está asfixiando y envía señales para aumentar la frecuencia respiratoria para conseguir más oxígeno. Esto puede desencadenar un ataque de pánico.
Otra teoría tiene que ver con el neurotransmisores serotonina y el ácido gamma aminobutírico (GABA), que desempeñan una función calmante en el cerebro. Las personas que sufren trastornos de pánico parecen tener un menor número de receptores de serotonina que otros. Los medicamentos que inhiben la recaptación de serotonina y GABA resultan eficaces en la lucha contra el trastorno de pánico.
Generalmente, el trastorno comienza cuando las personas son jóvenes, entre los 18 y los 24 años, aunque puede producirse también en adolescentes. Cualquier persona puede tener trastorno de pánico, aunque el fenómeno es más común en las mujeres que en los hombres.
El trastorno de pánico puede extenderse durante unos cuantos meses o incluso durante varios años. Pero, por otro lado puede existir una ausencia total de síntomas durante años e incluso el trastorno puede no reaparecer en absoluto.
Se ha descrito en los trastornos de pánico una hiperactividad noradrenérgica a nivel del tallo cerebral (núcleo A5 noradrenérgico) en relación con una deficiencia de serotonina en los rafes superiores (rafe dorsal, rafe medio) con hiperactividad serotonérgica en la sustancia gris periacueductal. Al contrario de los trastornos de ansiedad y fobia el perfil es hiperactividad noradrenérgica del A5, hipoactividad noradrenérgica del A6 (locus coeruleus) y deficiencia de serotonina en el rafe dorsal y rafe medio. Estos cambios se observan en las crisis pero fuera de ellas aparece el "fear to fear", donde el perfil neuroquímico que se evidencian es el de ansiedad (exceso de adrenalina por hiperactividad del núcleo bulbar C1 y aumento de serotonina en el rafe dorsal). Hay tendencia a confundir las crisis de ansiedad con las crisis de pánico y esto ha llevado al sobrediagnóstico de los trastornos de pánico. Muchos pacientes con pánico terminan adictos a las benzodiacepinas lo que produce un nuevo síndrome de ansiedad que confunde aún más el cuadro.

## Modelo de la ansiedad
Hay muchas teorías sobre las causas de la ansiedad. David S. Burns en su libro Adiós, ansiedad aborda cuatro de ellas:
- El modelo cognitivo: los pensamientos negativos causan ansiedad. La "Cognición" es simplemente una palabra que denota un pensamiento. El temor no es consecuencia de los hechos a los que se tiene miedo, sino de los mensajes negativos interiores emitidos por uno mismo. Si se cambia la manera de pensar, se puede cambiar la manera de sentir.

- El modelo de exposición: la evasión es la causa de toda ansiedad. Es decir, se siente ansiedad porque se evita lo que se teme. Según esta teoría, en el momento en que se deja de huir y uno se enfrenta al monstruo temido, se derrotan los miedos.

- El Modelo de la Emoción Oculta: la amabilidad es la causa de todas las ansiedades. Las personas propensas a la ansiedad son casi siempre personas amables que temen los conflictos y evitan sentimientos negativos como la ira. Cuando estos sujetos se sienten molestos, esconden sus problemas para no molestar a nadie. Esto puede suceder de manera rápida y automática, de forma que no se es consciente siquiera de lo que se está haciendo. Luego surgen sentimientos negativos en forma encubierta, como ansiedad, preocupaciones, temores o sensaciones de pánico. Cuando afloran estos sentimientos ocultos y se resuelve el problema, a menudo la ansiedad desaparece.

- El modelo biológico: la ansiedad y la depresión, resultan de un desequilibrio químico en el cerebro y de la necesidad de medicación para corregir el problema. Normalmente, se recetan dos tipos de medicamentos: tranquilizantes menores y antidepresivos.

## Alcance del trastorno de pánico
El trastorno de pánico tiene síntomas asociados al terror muy intensos y desagradables que pueden llevar al afectado a la convicción de estar sufriendo un ataque al corazón o un proceso de enloquecimiento. Pero no presenta peligros inminentes al afectado más que los cambios de vida que se pueden imponer sobre el individuo, a veces importantes. Aunque los comportamientos de una crisis fuerte aparezcan como imprevisibles y descontrolados, el afectado se encuentra durante los episodios en estado de máxima alerta, por lo que generalmente no se expone a peligros físicos directos.
No obstante, el trastorno de pánico puede ir acompañado de depresión, consumo de drogas o alcoholismo y llevar a patrones de conducta evitativa importantes de lugares o situaciones donde se han producido anteriores ataques de pánico. Por ejemplo, si se ha producido un ataque de pánico en un ascensor, es posible que se desarrolle un miedo incontrolable a los ascensores; si el afectado empieza a evitarlos, el cambio de comportamiento puede afectar a la elección del empleo o vivienda e imprimir enormes limitaciones en la vida.
Si el individuo se encierra en casa, o solamente se atreve a afrontar las situaciones temidas si va acompañado por su pareja o alguna otra persona de confianza, se limita la vida de tal manera que el trastorno se denomina agorafobia. No obstante, la mayoría de las personas mejoran con los tratamientos.

## Tratamiento
Se requiere que el afectado hable con el médico para abordar el trastorno de pánico. Los médicos generales conocen bien los síntomas y tienen los conocimientos necesarios sobre la medicación requerida para el tratamiento u otras terapias en una primera visita. En los casos más graves se indica al enfermo la necesidad de recibir apoyo psiquiátrico o psicológico.
El trastorno de pánico se puede tratar con medicamentos o con terapia psicológica cognitivo-conductual. Los mejores resultados se obtienen con un tratamiento combinado.

### Información al paciente
Es importante para el paciente informarse, al menos brevemente, sobre el trastorno y los mecanismos encadenados de percepciones y reacciones que desembocan en crisis ayudado por el médico o a través de los medios de información que este recomiende. Conocer que existen mecanismos fisiológicos y asociaciones de ideas relacionadas con el miedo o las fobias que desencadenan los ataques es un primer paso fundamental para el afectado. También es esencial liberarse de los estigmas sociales que afectan frecuentemente a las enfermedades de la mente.
La psicoeducación constituye el primer paso del tratamiento y generalmente provoca alivio a los pacientes la información sobre las características del cuadro así como la explicación de los síntomas y tratamientos.
Por otra parte, el afectado suele sentirse aliviado al saber que se trata de un trastorno relativamente frecuente. Según el National Institute of Mental Health, 19 millones de personas, sólo en EE. UU., sufren alguna enfermedad mental relacionada con respuestas irracionales de miedo. Estas dolencias incluyen trastornos generalizados de ansiedad, de pánico y de estrés postraumático.
También resulta esclarecedor para el paciente conocer los mecanismos psicológicos que desembocan en una crisis y saber que no se trata de un fenómeno exclusivo de la mente del afectado.

### Medicación
Los medicamentos (ansiolíticos, antidepresivos, anticonvulsivos, etc.) deben ser recetados, administrados cuidadosamente y retirados poco a poco en su momento por el médico. Este profesional es el que debe identificar el mejor tratamiento para cada enfermo.
WILSON R. Reid (2001) describe las familias de medicamentos que se emplean en el tratamiento de este trastorno:

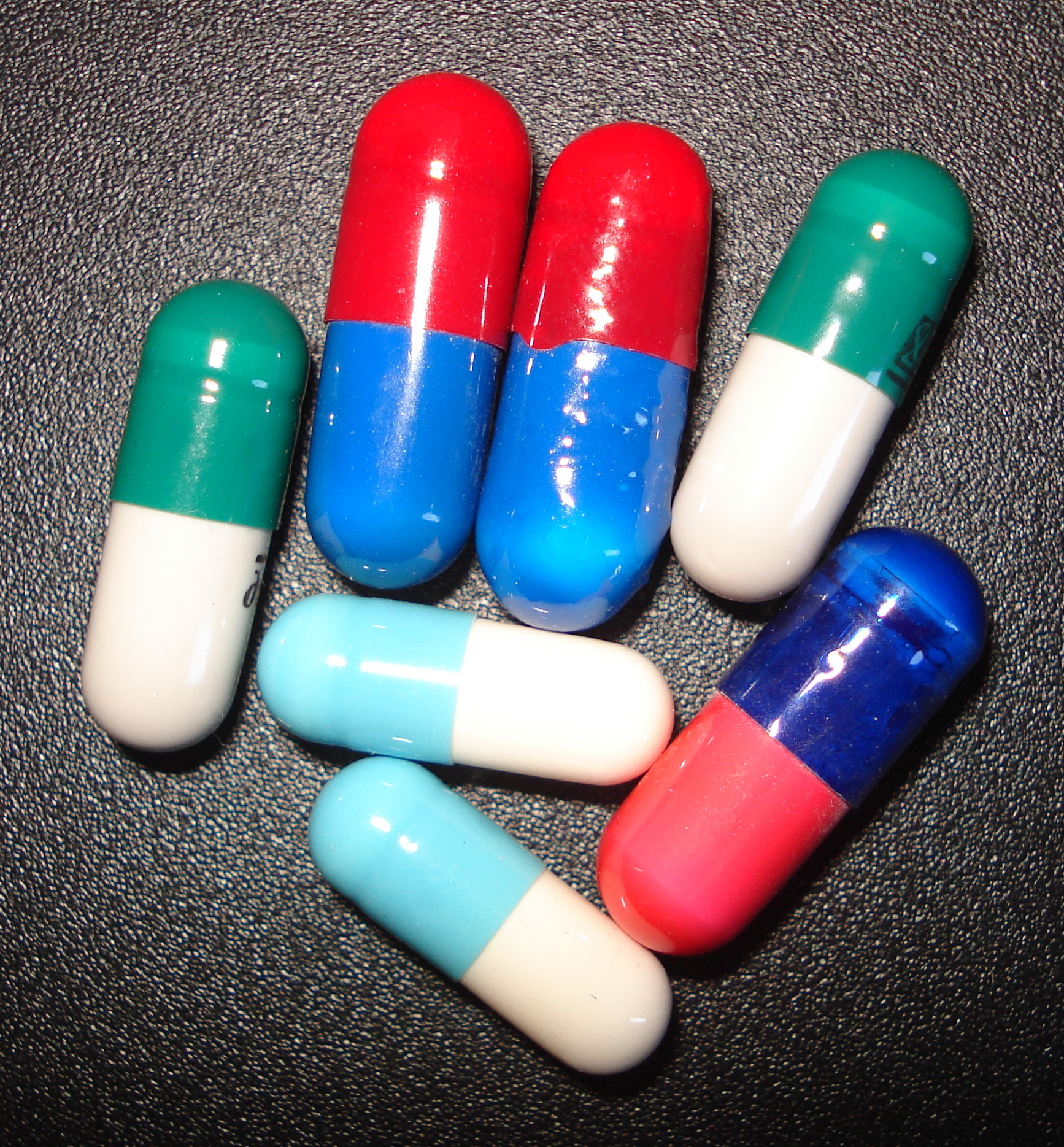
La medicación es una opción de tratamiento.

1. antidepresivos tricíclicos (tcas).
2. agentes bloqueadores de la recaptación de serotonina (ssris).
3. benzodiazepinas (bzs).
4. inhibidores de monoamina oxidasa.
5. beta-bloqueadores.
6. otros tranquilizantes.

- Clomipramina antidepresivo tricíclico de amplio espectro considerado fármaco de elección para el trastorno de pánico en algunos países de Europa y Latinoamérica.
- Paroxetina y sertralina son medicamentos antidepresivos que han sido aprobados por la Administración de medicamentos y alimentos de los EE. UU. (FDA) para el tratamiento. Los antidepresivos son efectivos para prevenir la ansiedad y los ataques de pánico y con frecuencia hacen que los ataques se detengan. No requieren estar deprimido para ser útiles y los efectos secundarios usualmente son leves. Los antidepresivos no hacen perder control ni alteran la personalidad y pueden ser usados durante el tiempo que sean necesarios (incluso años).
- Alprazolam y clonazepam también son medicamentos aprobados por la Administración de medicamentos y alimentos de los EE. UU. para tratar la neurosis de ansiedad. Estos medicamentos alivian el miedo y la ansiedad pero solamente se deben usar por un período corto de forma continua (de unas pocas semanas a unos pocos meses). Sin embargo si solo se toma esporádicamente y exclusivamente en momentos de pánico, se pueden prescribir por años sin riesgo a abstinencia. Nunca se debe dejar de tomar súbitamente uno de estos medicamentos. Si se necesita interrumpirlos, su ingesta debe disminuirse gradualmente durante varias semanas bajo la supervisión del médico.

Muchos pacientes pueden terminar consumiendo las benzodiacepinas en forma crónica, lo que, lleva a un nuevo síndrome ansioso y puede empeorar el cuadro clínico. Se recomienda evitar su uso por más de 4 semanas, pero el problema que se presenta es que la mayoría de los pacientes por "sentirse mejor" al tomar el medicamento lo continúan consumiendo por períodos prolongados haciéndose adictos a estos medicamentos.
Wilson proporciona una serie de aclaraciones a los enfermos sobre la medicación:
- Se debe empezar por obtener un diagnóstico exacto del médico.
- No existe ningún medicamento "milagroso".
- No es necesario el sufrimiento del afectado para creerse fuerte.
- Si se decide hacer uso de un medicamento debe dejarse durante cierto tiempo que el medicamento pueda tener una oportunidad.
- Se debe estar dispuesto a tolerar algunos efectos secundarios de la medicación.
- Pueden decidir el enfermo y su médico cuánto tiempo se permanecerá medicado.
- Se deben disminuir gradualmente las dosis de estos medicamentos.
- La medicación es sólo una opción de tratamiento.

### Tratamiento psicológico
Las terapias psicológicas pasan por enfrentarse a los miedos y fobias, redefinir la relación del paciente con los temores, superar la fuerte evitación de las situaciones temidas, evitar el apoyo excesivo en personas o sustancias y superar el intento desesperado de controlar la escalada del miedo. (Nardone)
Se pueden emplear métodos programados de evocación repetida y paulatina de los miedos o fobias por el propio enfermo de forma periódica. De esa manera, el afectado provoca sus propios ataques en momentos, lugares y situaciones controlados para obtener un "entrenamiento" frente a los ataques y poder ganar confianza frente a futuros episodios "imprevistos".

#### Tratamiento de exposición para las fobias
La anulación de los miedos implica la creación de una respuesta condicionada que contrarreste la respuesta condicionada de miedo. Si bien los estudios sitúan a la amígdala como lugar de ubicación de los recuerdos del miedo condicionado, los científicos afirman que los mecanismos para extinguir los temores se forman en la amígdala pero son transferidos a la corteza prefrontal media (mPFC) donde se almacenan. Los nuevos mecanismos creados para contrarrestar el temor residen en la mPFC, desde donde se intenta anular el recuerdo del temor desencadenado desde la amígdala.

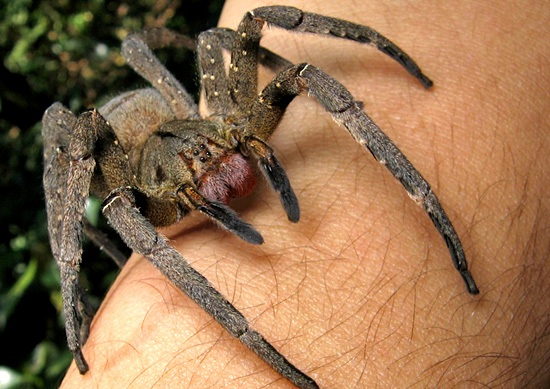
La exposición a la fobia.

La mayoría de las terapias de comportamiento para anular el miedo se centran en la terapia de exposición. La psicología conductual y las terapias cognitivo-conductuales proponen como tratamiento de las fobias la terapia de exposición, que consiste en exponer al sujeto paulatinamente al objeto de su miedo. Por ejemplo, si alguien tiene fobia a los perros, primero se le muestra una foto del mismo, luego se le invita a una habitación donde haya un can, más adelante se fomenta que se le acerque, luego que lo acaricie y así sucesivamente hasta que la ansiedad, que la persona siente frente al objeto de su fobia, va disminuyendo. Este tipo de terapia no busca los problemas subyacentes o por qué se ha originado la fobia sino que apunta solamente a la desaparición de la misma.

#### Tratamiento paradójico: autoprovocación
Según algunos autores (Giorgio Nardone, Federica Cagnoni; Escuela de Palo Alto, Arezzo.) la autoprovocación sistemática y programada mediante la evocación de las fobias por parte del enfermo y la contemplación por parte del mismo de las peores alternativas posibles respecto a sus miedos proporciona una base importante para superar los ataques. La paradoja consiste en que el sujeto se enfrenta al miedo de la peor situación posible que contempla con el resultado de mejorar la convivencia del paciente con sus temores y su aprendizaje respecto a los mismos.
F. Cagnoni contempla en los tratamientos de autoprovocación una fase de redefinición de la relación con la percepción de uno mismo, con los demás y con el mundo de acuerdo con el efecto logrado con una prescripción diaria de "media hora de las peores fantasías". Con la recomendación de preguntarse "cómo empeorar" se pide al paciente que se pregunte a sí mismo la siguiente cuestión a diario: "¿qué tengo que hacer o no hacer, si yo quiero empeorar mi situación voluntariamente" y, posteriormente, reflexionar sobre las respuestas proporcionadas. Preguntándose a sí mismo esta cuestión, en general, los pacientes reconocen que lo que anteriormente han llevado a cabo por su cuenta como intento por sentirse mejor, en realidad, empeora la situación. En resumen, los intentos de soluciones disfuncionales se revelan sin tener que sugerirlo el terapeuta. En realidad se pide al sujeto la voluntaria sujeción a prescribir a sí mismo, diariamente, los síntomas más temerosos y, deliberadamente, sumergirse en las peores fantasías propias dentro de una especie de comportamiento ritual preciso y formal. En general, según Cagnoni, la prescripción de las peores fantasías produce dos efectos: la mayoría de las personas, a pesar de que tratan de sumergirse en la situación fóbica, no son capaces de sentir nada mientras que otras personas pueden evocar sus "fantasmas" y gestionar su malestar.

Controlar la respiración para llegar a la calma.

### Otras terapias
Otras terapias suelen incluir técnicas programadas y sistemáticas de relajación (biorretroalimentación, yoga, etc.) o de control de la respiración.

### Apoyo emocional
El apoyo emocional es importante para las personas con trastorno de pánico. Lamentablemente, existen ideas erróneas sobre la enfermedad que pueden hacer que ésta sea difícil de superar. Un estudio mostró que las personas que sufren trastornos de ansiedad comunicó la falta de comprensión de los demás como un obstáculo.
Los amigos y miembros de la familia pueden creer que el paciente no se esfuerza lo suficiente para controlar el problema y que la situación no es tan grave como el que la sufre hace que parezca. Otros piensan lo contrario —que la condición es más grave que lo que realmente es— y llegan a la conclusión de que los ataques de pánico indican que el que lo sufre ha enloquecido.